# Bràfim
Bràfim ist eine katalanische Gemeinde in der Provinz Tarragona im Nordosten Spaniens. Sie liegt in der Comarca Alt Camp.

## Gemeindepartnerschaft
Bràfim unterhält seit dem 26. August 1990 eine Partnerschaft mit der französischen Gemeinde Prayssac.